# Plecoptera reversa
Plecoptera reversa là một loài bướm đêm trong họ Erebidae.